# Melaloncha inicua
Melaloncha inicua är en tvåvingeart som beskrevs av Brown 2006. Melaloncha inicua ingår i släktet Melaloncha och familjen puckelflugor.
Artens utbredningsområde är Bolivia. Inga underarter finns listade i Catalogue of Life.